# Shadowy Men on a Shadowy Planet
Shadowy Men on a Shadowy Planet est un groupe canadien, récompensé d'un prix Juno, originaire de Toronto, en Ontario. Formé en 1984, ils sont surtout connus pour le titre Having an Average Weekend, dont une version alternative a été utilisée comme thème de l'émission télévisée canadienne de comédie à sketchs The Kids in the Hall. Bien que communément classé comme groupe de surf rock, ils ont rejeté cette étiquette, allant même jusqu'à sortir un titre intitulé We're Not a Fucking Surf Band, et plus tard un coffret-compilation intitulé Oh, I Guess We Were a Fucking Surf Band After All.

## Histoire
Les origines du groupe se trouvent à Calgary, où les membres fondateurs Reid Diamond et Brian Connelly étaient membres du groupe de punk rock Buick McKane dans les années 1970. Après la séparation de ce groupe, Diamond, Connelly et le batteur Alex Koch déménagent à Toronto, où ils rejoignent Don Pyle pour former un nouveau groupe de punk, Crash Kills Five. Ce groupe sort un EP, What Do You Do At Night ? en 1980 avant de se séparer en 1981, et les membres poursuivront brièvement d'autres projets avant que Diamond, Connelly et Pyle ne se réunissent en 1984 sous le nom de Shadowy Men.
Signé chez Cargo Records, le groupe sort une série d'EP et de singles tout au long des années 1980 et au début des années 1990. Le groupe apparaît également sur de nombreuses compilations et joue sur certains titres de l'album solo Just Fred de Fred Schneider. Le groupe remporte le prix du groupe instrumental de l'année à la cérémonie des Prix Juno de 1992. Leur album Sport Fishin' : The Lure of the Bait, The Luck of the Hook, sorti en 1993, est réalisé par Steve Albini, qui était tellement fan du groupe qu'il a proposé de travailler avec eux gratuitement.
Le groupe se sépare en 1996, en partie parce que Pyle et Diamond voulaient enregistrer un album avec Jad Fair alors que Connelly ne le voulait pas. Pyle et Diamond rejoignent Dallas Good des Sadies pour former Phono-Comb, et collaborent avec Fair sur l'album Monsters, Lullabies... and the Occasional Flying Saucer. Beverly Breckenridge de Fifth Column rejoint également le groupe Phono-Comb.
Après la rupture, Connelly fait partie d'un trio éphémère appelé Heatseekers, puis tourne et enregistre avec Neko Case and Her Boyfriends. Il dirige actuellement son propre trio instrumental, Atomic 7. Diamond forme ensuite Danny and Reid's Motion Machine, et Pyle s'associe à Andrew Zealley pour former Greek Buck. Diamond décède d'un cancer le 17 février 2001.
En mars 2012, le groupe est annoncé pour deux concerts, le 20 juin à Calgary et le 14 juillet à Toronto, pour marquer le début d'une série de rééditions de tous leurs albums sur Mammoth Cave Recording Co. dont l'EP Crash Kills Five Dallas Good remplace Diamond à la basse. Après la fermeture de Mammoth Cave en 2015, les albums sont réédités sur Yep Roc Records en 2016 sous forme du coffret Oh, I Guess We Were a Fucking Surf Band After All,. Le groupe continue de donner des concerts occasionnels depuis la réunion de 2012, notamment au Gateway Festival de 2017, et au Northern Lights Festival Boréal de 2018.
Dallas Good décède de causes naturelles le 17 février 2022.

## Discographie

### Albums studio
- 1991 : Dim the Lights, Chill the Ham
- 1993 : Sport Fishin': The Lure of the Bait, The Luck of the Hook

### Compilations
- 1993 : Savvy Show Stoppers (Glass Records au Royaume-Uni, Cargo en Amérique du Nord)
- 2016 : Oh, I Guess We Were A Fucking Surf Band After All... (Yep Roc Records)

### EP
- 1985 : Love Without Words
- 1986 : Wow Flutter Hiss '86
- 1987 : Schlagers!
- 1987 : Live Record with Extra Bread and Cheese
- 1988 : Explosion of Taste
- 1988 : Reid Does Neil
- 1991 : Music for Pets
- 1991 : Tired of Waking Up Tired (split single avec Change of Heart)
- 1991 : Just Married
- 1992 : Dog and Squeegie
- 1993 : Sport Fishin' Accessories (CD single promo)
- 1993 : Take Outs
- 1994 : It's a Wonderful Record!

### Bandes son
- 1995 : Double Happiness
- 1996 : Kids in the Hall: Brain Candy

### Apparitions
- 1986 : It Came from Canada, Vol. 2
- 1992 : International Pop Underground Convention
- 1993 : International Hip Swing